# Jean-Justin Monlezun
Jean-Justin Monlezun, né à Aignan (Gers) en 1800 et mort à Auch (Gers) le 3 juin 1859, est un chanoine et historien français.

## Biographie
Jean-Justin Monlezun est l'auteur d'une monumentale Histoire de la Gascogne depuis les temps les plus reculés jusqu'à nos jours en 6 tomes, plus un tome de suppléments, publiée à Auch entre 1846 et 1850.
Il a d'abord fait ses études secondaires au collège d'Aire-sur-Adour avant de les poursuivre au Grand séminaire d'Auch.
Il a été ensuite prêtre à Castelnau-d'Arbieu puis à Barran. Passionné par la recherche historique sur la Gascogne, l'archevêque d'Auch, Nicolas-Augustin de la Croix d'Azolette, pour lui permettre de faire ses recherches le nomma chanoine titulaire de la cathédrale d'Auch.
Il publia aussi :
- Notice historique de Notre-Dame de Caillan (1857),
- Notice sur la ville de Fleurance,
- Vie des saints évêques de la métropole d'Auch

## Publications
- Jean-Justin Monlezun, Histoire de la Gascogne depuis les temps les plus reculés jusqu'à nos jours (7 volumes), Auch, J.-A. Portes, [puis] Brun, 1846-1850, in-8 (BNF 30963694)
  - Jean-Justin Monlezun, Histoire de la Gascogne depuis les temps les plus reculés jusqu'à nos jours : Tome premier, Auch, J.-A. Portes, 1846, 464 p., in-8 (BNF 30963694, lire en ligne)
  - Jean-Justin Monlezun, Histoire de la Gascogne depuis les temps les plus reculés jusqu'à nos jours : Tome second, Auch, J.-A. Portes, 1846, 500 p., in-8 (BNF 30963694, lire en ligne)
  - Jean-Justin Monlezun, Histoire de la Gascogne depuis les temps les plus reculés jusqu'à nos jours : Tome troisième, Auch, Brun, 1847, 512 p., in-8 (BNF 30963694, lire en ligne)
  - Jean-Justin Monlezun, Histoire de la Gascogne depuis les temps les plus reculés jusqu'à nos jours : Tome quatrième, Auch, Brun, 1847, 467 p., in-8 (BNF 30963694, lire en ligne)
  - Jean-Justin Monlezun, Histoire de la Gascogne depuis les temps les plus reculés jusqu'à nos jours : Tome cinquième, Auch, Brun, 1850, 491 p., in-8 (BNF 30963694, lire en ligne)
  - Jean-Justin Monlezun, Histoire de la Gascogne depuis les temps les plus reculés jusqu'à nos jours : Tome sixième, Auch, Brun, 1849, 495 p., in-8 (BNF 30963694, lire en ligne)
  - Jean-Justin Monlezun, Histoire de la Gascogne depuis les temps les plus reculés jusqu'à nos jours : Supplément, Auch, Brun, 1850, 483 à 674, in-8 (BNF 30963694, lire en ligne)
- Jean-Justin Monlezun, La dévote chapelle de Biran, Auch, J.-A. Portes, 1854, 36 p., In-18 (BNF 30963692)